# Jonathan Ikoné
Nanitamo Jonathan Ikoné, född 2 maj 1998, är en fransk fotbollsspelare som spelar för Fiorentina.

## Klubbkarriär
Den 2 juli 2018 värvades Ikoné av Lille, där han skrev på ett femårskontrakt.
Den 31 december 2021 blev Ikoné klar för Fiorentina, med start på kontraktet den 3 januari 2022.

## Landslagskarriär
Ikoné debuterade för Frankrikes landslag den 7 september 2019 i en 4–1-vinst över Albanien, där han blev inbytt i den 77:e minuten mot Kingsley Coman och sedan även gjorde ett mål.

## Meriter
Lille
- Vinnare av Ligue 1: 2020/2021